# Albert Hoffmann (Jurist)

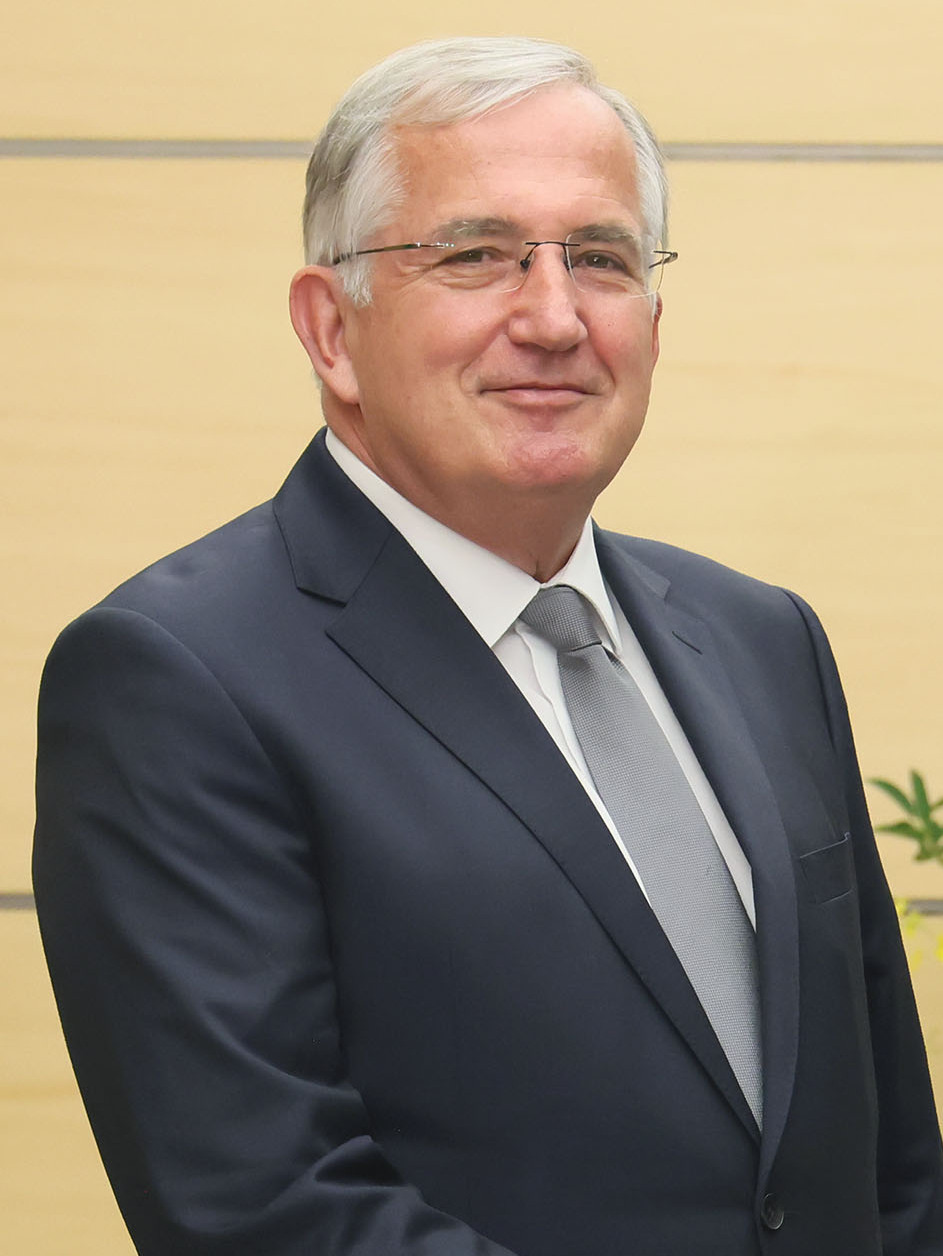

Albertus Jacobus Hoffmann (* 18. Mai 1955 in Vanderbijlpark, Südafrika) ist ein südafrikanischer Jurist und war von 2005 bis 2023 Richter am Internationalen Seegerichtshof.

## Leben
Hoffmann schloss das Studium der Rechtswissenschaften an der Universität Johannesburg 1987 ab. 1990 nahm er am Magisterprogramm der Universität Pretoria und 2003 an dem UNITAR-Programm der Columbia University teil.
Von 1974 bis 1975 arbeitete er am Magistrate's Court von Johannesburg, war dann Gerichtsreporter und erhielt 1983 die Zulassung als Anwalt am Obersten Gerichtshof Südafrikas. Nachdem Hoffmann 1983 seine Tätigkeit im südafrikanischen Außenministerium aufgenommen hatte, war er dort zunächst als Berater tätig und wechselte dann 1999 zur Ständigen Vertretung seines Landes bei den Vereinten Nationen.
Hoffmann war an der Ausarbeitung mehrerer völkerrechtlicher Abkommen beteiligt, darunter der Antarktisvertrag und das Rom-Statut.
Ab dem 1. Oktober 2005 war er Richter am Internationalen Seegerichtshof in Hamburg. Vom 1. Oktober 2011 bis zum 30. September 2014 war er dessen Vizepräsident. Ab dem 1. Oktober 2020 stand er dem Gericht als Präsident vor. Seine Amtszeit als Richter lief nach seiner Wiederwahl bis zum 30. September 2023.